# Tymmophorus obscuripes
Tymmophorus obscuripes là một loài tò vò trong họ Ichneumonidae.